# Pavle Gregorić
Pavle Gregorić, hrvaški komunist, zdravnik, prvoborec, politik, diplomat in narodni heroj, * 1892, † 1989.
Kot gost se je udeležil Zbora odposlancev slovenskega naroda v Kočevju.